# Гальчинецька сільська рада
Гальчине́цька сільська́ ра́да — колишня адміністративно-територіальна одиниця та орган місцевого самоврядування в Теофіпольському районі Хмельницької області. Адміністративний центр — село Гальчинці.

## Загальні відомості
Гальчинецька сільська рада утворена в 1921 році.
- Територія ради: 45,205 км²
- Населення ради: 1 251 особа (станом на 2001 рік)
- Територією ради протікають річки Жердь, Случ

## Населені пункти
Сільській раді були підпорядковані населені пункти:
- с. Гальчинці
- с. Єлизаветпіль
- с. Новоіванівка
- с. Червоний Случ

## Склад ради
Рада складалася з 16 депутатів та голови.
- Голова ради: Баюк Жанна Іванівна
- Секретар ради: Рабцун Людмила Матвіївна

### Керівний склад попередніх скликань
| Прізвище, ім'я, по батькові | Основні відомості                                                         | Дата обрання | Дата звільнення |
| --------------------------- | ------------------------------------------------------------------------- | ------------ | --------------- |
| Демчук Валентин Григорович  | Сільський голова, 1968 року народження, член Народної партії              | 26.03.2006   | 31.10.2010      |
| Баюк Жанна Іванівна         | Сільський голова, 1968 року народження, освіта вища, член Народної партії | 31.10.2010   |                 |

Примітка: таблиця складена за даними сайту Верховної Ради України

### Депутати
За результатами місцевих виборів 2010 року депутатами ради стали:

#### За суб'єктами висування
| Суб'єкт висування                                       | Кількість обраних депутатів | %    |
| ------------------------------------------------------- | --------------------------- | ---- |
| Народна партія                                          | 14                          | 87,5 |
| Політична партія Всеукраїнське об'єднання «Батьківщина» | 1                           | 6,3  |
| Самовисування                                           | 1                           | 6,3  |

#### За округами
| № округу                                                | Прізвище, ім'я, по батькові          | Дата визнання обраним | Освіта             | Партійна приналежність                        | Відомості про обраного депутата                              |
| ------------------------------------------------------- | ------------------------------------ | --------------------- | ------------------ | --------------------------------------------- | ------------------------------------------------------------ |
| Народна Партія                                          |                                      |                       |                    |                                               |                                                              |
| 1                                                       | Яцишин Ігор Адамович                 | 01.11.2010            | вища               | позапартійний                                 | Фермерське господарство «Случ», ветеринарний лікар           |
| 3                                                       | Рудківський Володимир Іванович       | 01.11.2010            | середня            | позапартійний                                 | пенсіонер                                                    |
| 4                                                       | Гандзюк Віктор Петрович              | 01.11.2010            | середня            | позапартійний                                 | Фермерське господарство «Случ», шофер                        |
| 5                                                       | Рабцун Людмила Матвіївна             | 01.11.2010            | середня спеціальна | член Народної партії                          | Гальчинецька сільська рада, секритар                         |
| 6                                                       | Матвіюк Василь Матвійович            | 01.11.2010            | вища               | член Народної партії                          | Гальчинецька загальноосвітня школа І-ІІІ ст., вчитель        |
| 7                                                       | Барабаш Галина Василівна             | 01.11.2010            | середня            | позапартійна                                  | Фермерське господарство «Тріумф», головний бухгалтер         |
| 8                                                       | Коб'юк Людмила Вікторівна            | 01.11.2010            | вища               | член Народної партії                          | Гальчинецька загальноосвітня школа І-ІІІ ст., вчитель        |
| 9                                                       | Антонюк Олександр Семенович          | 01.11.2010            | вища               | член Народної партії                          | приватний підприємець                                        |
| 10                                                      | Левчунь Яків Кузьмович               | 01.11.2010            | вища               | позапартійний                                 | Фермерське господарство «Случ», ветеринарний лікар           |
| 12                                                      | Леончук Микола Миколайович           | 01.11.2010            | середня            | член Народної партії                          | Фермерське господарство «Веста -Агро», голова                |
| 13                                                      | Дацюк Сергій Васильович              | 01.11.2010            | середня            | член Народної партії                          | одноосібник                                                  |
| 14                                                      | Сторожук Ганна Васильович            | 01.11.2010            | середня            | член Народної партії                          | Теофіпольський територіальний центр, соціальний працівник    |
| 15                                                      | Романюк Алла Володимирівна           | 01.11.2010            | середня            | позапартійна                                  | Новоіванівська сільська бібліотека, бібліотекар              |
| 16                                                      | Чиж Олена Миколаївна                 | 01.11.2010            | вища               | позапартійна                                  | Гальчинецька сільська рада, головний бухгалтер               |
| Політична партія Всеукраїнське об'єднання «Батьківщина» |                                      |                       |                    |                                               |                                                              |
| 11                                                      | Андрієвський Олександр Володимирович | 01.11.2010            | вища               | член Всеукраїнського об'єднання «Батьківщина» | Гальчинецька загальноосвітня школа І-ІІІ ст., вчитель        |
| Самовисування                                           |                                      |                       |                    |                                               |                                                              |
| 2                                                       | Бурлак Іван Петрович                 | 01.11.2010            | середня спеціальна | позапартійний                                 | Фермерське господарство «Случ», бригадир будівельної бригади |